# أوماها هولديم

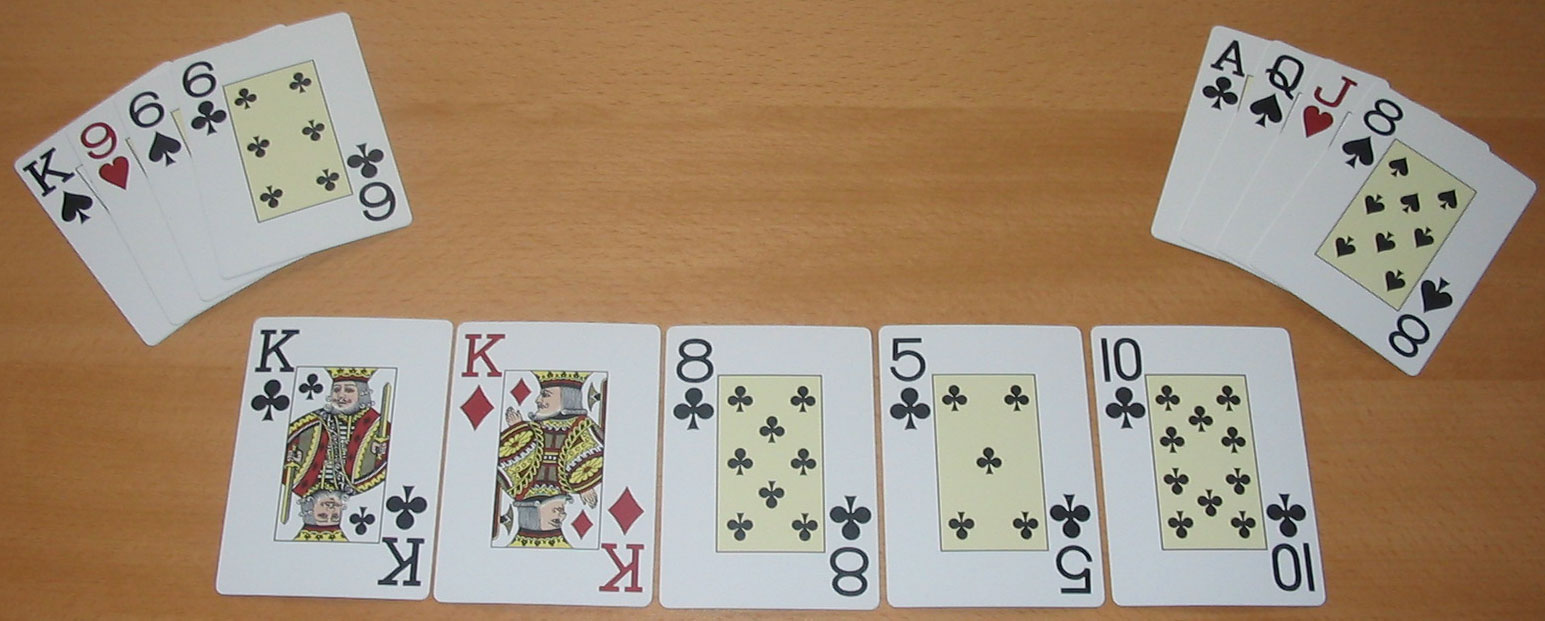
مواجهة في أوماها، اللاعب الموجود على اليسار يفوز بثلاثة ملوك. يجب استخدام ورقتين مقلوبتين بالضبط

أوماها هولديم أو ببساطة أوماها هي لعبة بوكر جماعية تشبه لعبة تيكساس هولديم، حيث يتم توزيع أربع بطاقات لكل لاعب ويجب أن يصنع أفضل توزيع ورق له باستخدام اثنتين منها بالضبط، بالإضافة إلى ثلاثة من بطاقات المجتمع الخمس. الأصل الدقيق للعبة غير معروف، لكن المدير التنفيذي للكازينو روبرت تورنر أحضر أوماها لأول مرة إلى أحد مواقع الكازينو عندما قدم اللعبة إلى بيل بويد، الذي قدمها كلعبة في كازينو لاس فيجاس جولدن ناجيت (أطلق عليها اسم «ناغيت هولديم»). يستخدم أوماها مجموعة أوراق اللعب الفرنسية المكونة من 52 بطاقة.

## التاريخ
تستمد لعبة أوماها هولديم اسمها من نوعين من الألعاب.
في لعبة بوكر أوماها الأصلية، لم يتم توزيع سوى بطاقتين مقلوبتين على اللاعبين وكان عليهم استخدام كل منهما لتكوين توزيع ورق مدمج مع بطاقات المجتمع.  تم تعريف هذا الإصدار من أوماها في مسرد سوبر / سيستيم (تحت أوماها) على أنه قابل للتبديل مع "جريك هولديم''. في جميع أشكال اللعبة، فإن شرط استخدام ورقتين مقلوبتين بالضبط هو القاعدة الثابتة الوحيدة. يمثل جزء "أوماها هولديم" من الاسم هذا الجانب من اللعبة.
تشير كلمة «هولديم» إلى لعبة تستخدم بطاقات المجتمع التي يشترك فيها جميع اللاعبين. هذا على عكس ألعاب الرسم، حيث تتكون يد كل لاعب فقط من البطاقات المقلوبة وألعاب الاستيلاد، حيث تحتوي كل يد للاعب على مزيج من البطاقات غير المشتركة التي يمكن رؤيتها للاعبين الآخرين والبطاقات المقلوبة المخفية.

## روابط خارجية
- إستراتيجية منذ 1999، بطل بطولة العالم للبوكر أوماها ستيفن بادج
- أوصى أوماها ببدء إستراتيجية الأيدي
- كيفية لعب أوماها هولديم
- دليل المبتدئين في أوماها بحدود الرهان
- حد الوعاء أوماها من المربع الأول